# Georg Mayer-Franken

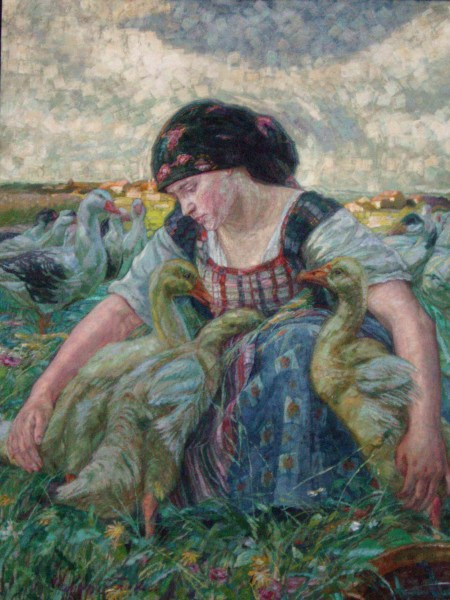
Gänsehirtin

Georg Mayer-Franken (* 15. März 1870 in Forchheim; † 18. März 1926 in München) war ein deutscher Porträt-, Stillleben- und Landschaftsmaler.
Seit 1885 studierte er dank der Johann-Martin-von-Wagner-Stiftung an der Münchner Kunstgewerbeschule. Seit dem 30. April 1887 studierte er an der Königlichen Akademie der Künste in München bei Ludwig von Löfftz und Johann Caspar Herterich. Dank weiteren Stipendien konnte er 1891 drei Monate in Venedig und von 1896 bis 1900 drei Jahre in Rom verbringen. Er stellte seine Werke im Münchner Glaspalast aus.
Georg Mayer-Franken war von 1905 bis 1926 Professor an der Städtischen Malschule in München. 
Er fügte seinem Familiennamen Mayer den Namenszusatz „Franken“ bei. Der Künstler hatte in München ein Haus in der Schleißheimer Straße erworben. Er spendete eine Stiftung zugunsten der bedürftigen Studenten seiner Heimatstadt Forchheim. 
Dank seiner Ehefrau Ernestine Lebert blieb die Stiftung auch nach dem Tode des Malers aktiv und ist bis heute tätig. Der Erlös vom Verkauf des Hauses aus dem Nachlass wurde dem Stiftungskapital zugeschlagen. Mit der Georg-Mayer-Franken-Lebert-Stiftung werden aus Forchheim stammende Studierende gefördert. Das Stipendium steht Studierenden aller Fachrichtungen offen. 